# Puente Internacional Agustín P. Justo-Getúlio Vargas
El Puente Internacional Paso de los Libres - Uruguayana, conocido oficialmente como Puente Internacional Agustín P. Justo - Getúlio Vargas es un puente ferroautomotor (combinación de puente carretero con puente ferrovial) que une las localidades de Paso de los Libres (en la provincia argentina de Corrientes) y Uruguayana (en el estado brasileño de Rio Grande do Sul). Fue habilitado al público el 12 de octubre de 1945 e inaugurado oficialmente el 21 de mayo de 1947 por los presidentes Juan Domingo Perón (de Argentina) y Eurico Gaspar Dutra (de Brasil).
Desde la Argentina, se accede a él a través de la RN 117. Desde Brasil, a través de la ruta BR-290.

## Historia

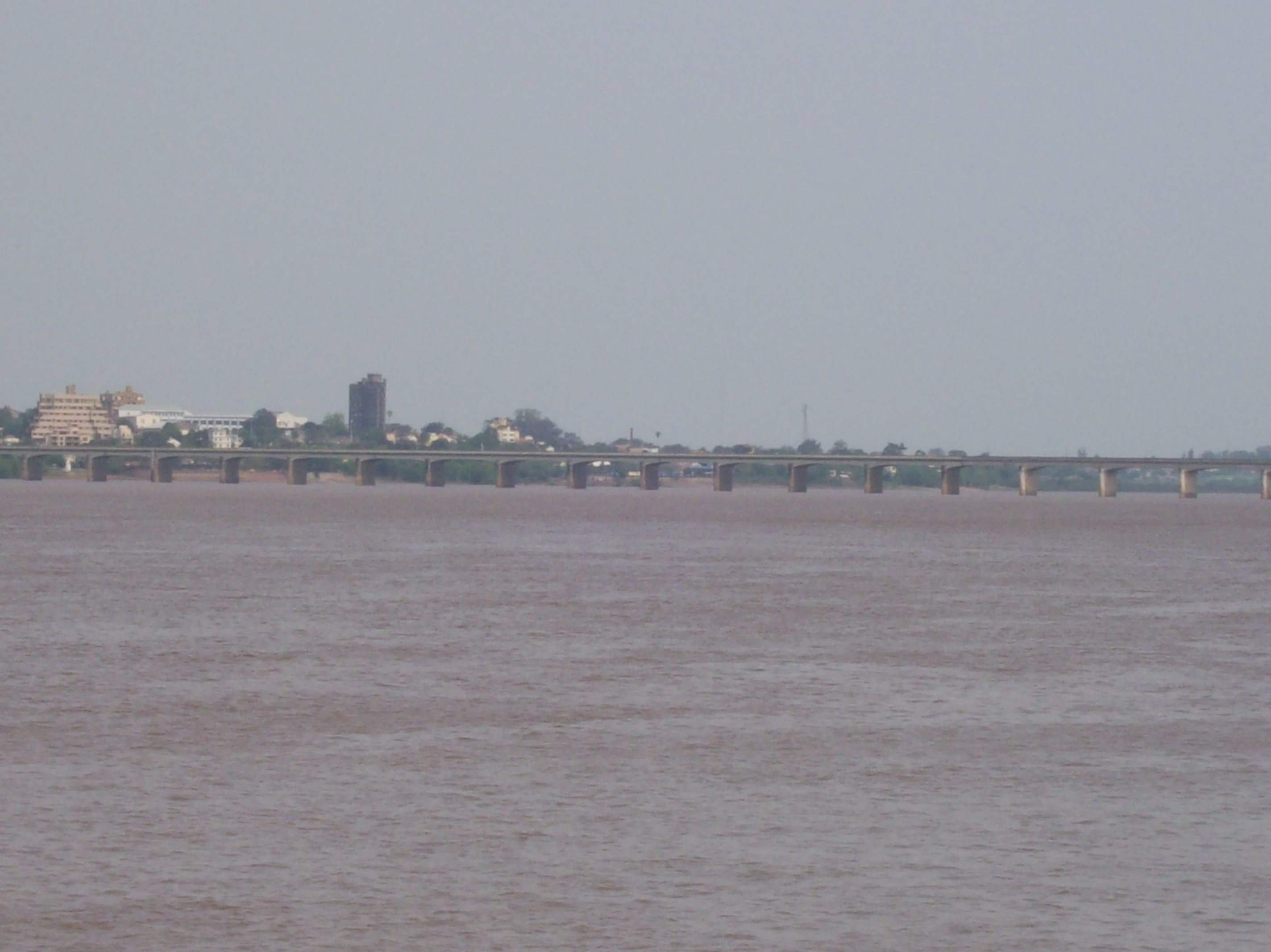
Puente Internacional visto desde Paso de los Libres.

Entre 1934 y 1935, los gobiernos de Argentina y Brasil firmaron sendos tratados en miras a la construcción de un puente binacional sobre el río Uruguay. A través de una Comisión Mixta Argentino-Brasileña, se realizaron estudios de factibilidad en los cruces de Alvear - Itaquí, Santo Tomé - São Borja y Paso de los Libres - Uruguaiana, resultando elegido este último para la construcción.
Luego de años de estudios y deliberaciones, finalmente en 1942 comenzaron las obras. Del lado argentino, el punto de inicio sería un trecho de tierra entre dos lagunas hacia del sur de Paso de los Libres, atravesando el río hasta una barranca 200 metros por encima del jusente (marea baja) en Uruguaiana, en la orilla brasileña. La construcción comenzó desde ambos lados del río simultáneamente y fue licitada por separado por ambos países, aprovechando que el punto medio del puente estaba justo en el límite internacional. En la Argentina, la ganadora del concurso fue la empresa constructora Parodi & Figini. En Brasil, la obra fue llevada a cabo por la firma Matheus Martins Noronha & Cia. Las obras fueron terminadas y habilitadas al público el 12 de octubre de 1945 e inauguradas oficialmente el 21 de mayo de 1947.
Hasta 1997, este puente fue el único que cruzaba el río Uruguay a la altura del límite argentino-brasileño, llegando a concentrar el 80% del intenso tráfico carretero entre ambos países. Esta situación fue revertida gracias a la construcción del Puente de la Integración entre Santo Tomé y São Borja.

## Actualidad del puente
En el año 2008, se ha iniciado un estudio para la construcción de un puente paralelo para tránsito exclusivo de transportes de carga, dada la avanzada edad de esta construcción, la cual se mantiene en pie desde hace más de 60 años. Este lapso de tiempo desde su inauguración, hace temer un posible colapso de este puente, teniendo en cuenta además que el mismo en la actualidad, soporta cargas de hasta 70 veces la permitida, además de tenerse en cuenta la fatiga a la que está sometida la añeja estructura. Una de las acciones tendientes a lograr esta construcción se concretó el 28 de septiembre de 2011, tras una reunión mantenida por Eduardo Vischi (intendente de Paso de los Libres) y José Francisco Sanchotene Felice (prefecto municipal de Uruguayana), quienes firmaron un acta de acuerdo para concretar esta obra y que fuera elevada a las embajadas de Brasil y Argentina.